# Микитишин Артур Петрович
Артур Петрович Микитишин (нар. 14 липня 2003, с. Тисменичани, Івано-Франківська область, Україна) — український футболіст, лівий вінґер донецького «Шахтаря», який виступає в оренді за «Кривбас». Грав за юнацькі збірні України U-17 та U-19.

## Клубна кар'єра
Народився в селі Тисменичани, Івано-Франківська область. Футболом розпочав займатися в команді рідного села «Арсенал», яка виступала в юнацьких обласних змаганнях. Потім виступав у ДЮФЛУ за «Скалу» (Моршин) та «ВІК-Волинь» (Володимир-Волинський).
У 2019 році приєднався до молодіжної академії «Шахтаря». У сезоні 2020/21 років виступав за юнацьку (17 матчів, 9 голів) та молодіжну (17 матчів, 3 голи) команди «гірників». 21 липня 2021 року відправився в оренду на один сезон у «Маріуполь». У футболці «приазовців» дебютував 1 серпня 2021 року в програному (1:2) домашньому поєдинку 2-го туру Прем'єр-ліги України проти чернігівської «Десни». Артур вийшов на поле 57-ій хвилині, замінивши Дмитра Топалова. Дебютним голом за «Маріуполь» відзначився 22 серпня 2021 року на 89-ій хвилині програного (3:4) домашнього поєдинку 5-го туру Прем'єр-ліги України проти луганської «Зорі». Микитишин вийшов на поле на 73-ій хвилині, замінивши Владислава Клименка.

## Кар'єра в збірній
З 2019 по 2020 рік провів 13 поєдинків, у яких відзначився 2-ма голами, в складі юнацької збірної України (U-17).